# Vasconcellea microcarpa
Vasconcellea microcarpa é uma espécie botânica da família das Caricaceae natural da América do Sul.